# البهائية في باكستان
نشأت الديانة البهائية في الإمبراطورية الفارسية في القرن التاسع عشر، وسرعان ما انتشرت في الهند البريطانية المجاورة، والتي هي الآن باكستان ودول أخرى. تعود جذور الدين في باكستان إلى أربعينيات القرن التاسع عشر، وتم الاعتراف به في دستور عام 1981 كأقلية دينية تتمتع بحقوق قانونية. وفقًا لمصادر مختلفة، هناك ما بين 2000 إلى 87،000 بهائي يعيشون في باكستان.
كان أحد تلاميذ الباب، الشيخ سعيد الهندي، من ملتان في باكستان، وقد أمره الباب بنشر الدين في وطنه. قام الشيخ بتحويل رجل أعمى يدعى بصير من ملتان، والذي سافر إلى إيران، والتقى بهاء الله، ثم قُتل فيما بعد بسبب معتقداته أثناء وجوده في إيران. وكان من بين المتحولين الأوائل في الهند قهر الله، الذي التقى بالباب في چهريق وعاد إلى الهند. شجع بهاءالله أتباعه لاحقًا على السفر إلى الهند ونشر الدين البهائي هناك.
في عام 1921 انتخب البهائيون في كراتشي أول جمعية روحية بهائية محلية وحصلوا على مركز بهائي قبل الاستقلال. في عام 1923، وباعتبارها لا تزال جزءًا من الهند، تم تشكيل جمعية روحية وطنية إقليمية لجميع الهند وبورما والتي كانت تشمل آنذاك المنطقة التي كانت الآن جزءًا من باكستان. بحلول عام 1956 انتشرت الجمعيات البهائية المحلية في العديد من المدن، وفي عام 1957 انتخب شرق وغرب باكستان جمعية بهائية وطنية منفصلة من الهند، وفي وقت لاحق أصبحت باكستان الشرقية بنغلاديش بجمعيتها الوطنية الخاصة. في عام 1978، أنشأ البهائيون في باكستان مدرسة مونتيسوري في كراتشي والتي لا تزال تعمل باسم «مدرسة اليوم الجديد الثانوية». بدأت المدرسة بثلاثة طلاب وبحلول عام 2015 كان لديها أكثر من 700 طالب مسجل. هناك حوالي 12 مركزًا بهائيًا (المعروف أيضًا باسم القاعات البهائية) منتشرة في جميع أنحاء باكستان.
مع الاعتراف الدستوري الذي حصلوا عليه في عام 1981، أصبح للبهائيين في باكستان الحق في عقد اجتماعات عامة، وإنشاء مراكز أكاديمية، وتعليم عقيدتهم، وانتخاب مجالسهم الإدارية. ومع ذلك، تمنع الحكومة البهائيين من السفر إلى إسرائيل للحج البهائي، ويواجهون تحديات بسبب متطلبات تحديد الدين على أوراق الهوية. يشعر العديد من البهائيين بالتهديد ويتجنبون إظهار هويتهم الدينية علناً. لم يسمع معظم الباكستانيين عن الديانة البهائية ويعتبرونها طائفة إسلامية أو عبادة. تذكر منظمة حقوق الأقليات الدولية في تقريرها لعام 2002 أن البهائيين في باكستان «لا يزالون مجتمعًا شابًا وغير مرئي تقريبًا، ويقتصرون على المثقفين الذين يحاولون البقاء بعيدًا عن الأضواء. تتوفر مجلاتهم وكتبهم باللغة الأردية، لكن الأصوليين، على عكس نظرائهم في إيران، لم يروا فيهم بعد تهديدًا».
البهائيون في باكستان نشطون جدًا. ويقومون بتنظيم برامج اجتماعية لمجتمعهم، فضلاً عن الأنشطة التي يمكن للآخرين المشاركة فيها. تركز الأنشطة على تعاليم وكتابات بهاء الله، وهي مشابهة لتلك التي يمارسها البهائيون في جميع أنحاء العالم: فصول الأطفال، وتمكين الشباب روحياً، ودوائر الدراسة، والتجمعات التعبدية، وغيرها من الأنشطة الاجتماعية. يزعم موقعهم الرسمي أنهم نشطون في «برامج محو الأمية في المناطق الريفية، والمعسكرات الطبية المجانية وزراعة الأشجار، والحوارات مع كبار الشخصيات وقادة الفكر، وتعزيز التفاعل بين الشباب من جميع المجتمعات والمشاركة بنشاط في الحوارات حول التعايش الديني». هناك تجمع سنوي كبير للبهائيين في باكستان يقام في قاعة المجلس الوطني للفنون [الإنجليزية] في إسلام آباد للاحتفال بيوم الرضوان المقدس للبهائيين. ويحضر الاجتماع وزراء الحكومة ومجموعات دينية أخرى.

## التركيبة السكانية والحجم
وفقًا للمصادر البهائية، بلغ عدد السكان البهائيين في باكستان حوالي 30 ألفًا في عام 2001، وقد أكمل حوالي 1000 فرد كتاب روحي الأول بحلول عام 2004.
قدرت الطبعة الأولى من الموسوعة المسيحية العالمية (1982) عدد البهائيين في باكستان بنحو 100 في عام 1900، و15100 في عام 1970، و20000 في عام 1975، و25000 في عام 1980، مع معدل نمو سنوي بلغ 4.5٪ من عام 1970 إلى عام 1980. كما أشار التقرير إلى أن البهائيين في باكستان شهدوا «نموًا سريعًا من 19 جمعية روحية محلية (1964) إلى 97 جمعية (1973). البهائيون في الغالب من المقيمين الفرس».
قدرت الطبعة الثانية من الموسوعة المسيحية العالمية (2001) عدد البهائيين في باكستان بنحو 55.100 في عام 1990، و68.500 في عام 1995، و78.658 في عام 2000، مع معدل نمو سنوي قدره 3.64٪ من عام 1990 إلى عام 2000. وبناءً على نفس مجموعة البيانات ومعدل النمو المتوقع، قدرت أرشيف بيانات جمعية الأديان عدد السكان بـ 87259 في عام 2010.
هيئة قاعدة البيانات الوطنية والتسجيل [الإنجليزية] الباكستانية هي قاعدة بيانات إحصائية [الإنجليزية] وطنية تسجل ديانة جميع المواطنين. في عام 2012 كان هناك 33734 بهائيًا مسجلاً، وفي عام 2018 كان هناك 31543 ناخبًا بهائيًا.
في عام 2013، أفاد شوبا داس من مجموعة حقوق الأقليات الدولية، «يوجد حوالي 200 بهائي في إسلام آباد، وربما ألفين أو ثلاثة آلاف في جميع أنحاء باكستان».
في عام 2014، زار مراسل صحيفة نيوز إنترناشونال البهائيين في لاهور وأفاد بأن «ما لا يقل عن 200 من أتباع الديانة البهائية يقيمون حاليًا هنا في لاهور...» مع مزيج من الخلفيات الإيرانية والباكستانية، مع وجود رجال ونساء يخدمون في الجمعية الروحية المحلية.
في أطروحته للدكتوراه في جامعة إسلام آباد الإسلامية (2015)، بحث عبد الفريد عن البهائيين في باكستان وكتب،
وفقًا لتقرير الحريات الدينية الدولية لعام 2002 الصادر عن مكتب الديمقراطية وحقوق الإنسان والعمل بوزارة الخارجية الأمريكية، فإن عدد البهائيين في باكستان المقدر بلغ 30000 نسمة. وفي تقريريها لعامي 2010 و2013، قدرت حكومة الولايات المتحدة عدد البهائيين في باكستان بحوالي 30000 نسمة... وتزعم هيئة قاعدة البيانات والتسجيل الوطنية التابعة لحكومة باكستان أن... هناك أكثر من 33000 باكستاني يعلنون أنهم بهائيون. وهذه هي الأرقام الرسمية التي تُظهر أن البهائيين في باكستان أقلية كبيرة. ومع ذلك، تبدو الحقائق على الأرض مختلفة. ينتمي عدد كبير من البهائيين في باكستان إلى المناطق الريفية في مقاطعة السند. وهناك العديد من القبائل الهندوسية في ريف السند تسمى البهائيين والميغواريين. وقد قبل عدد كبير من رجال هذه القبائل الدين البهائي واعتنقوا البهائية. لكن الكثير منهم لم يعودوا فاعلين في الأنشطة البهائية. ويعود هذا التحول الجماعي إلى بعض الأعمال الاجتماعية التي نُفذت في مناطق حيدر آباد، وماتلي، وبادين، وسوكور، وميربورخاس. يُصرّح البهائيون في باكستان بأنهم لا يعرفون العدد الفعلي للبهائيين، ويعتمدون على إحصاءات الهيئة الوطنية لإحصاءات البهائيين. ويُفترض أن البهائيين لا يرغبون في الإعلان عن عددهم الدقيق، والذي يُفترض أن يكون حوالي 3000 نسمة... يتواجد عدد كبير من البهائيين في كراتشي وريف السند. ومع ذلك، يجب تصديق الإحصاءات التي تقدمها الهيئة الوطنية لإحصاءات البهائيين. ومع ذلك، فإن العدد الدقيق للبهائيين غير معروف.
قام عبد الفريد بزيارة العديد من المجتمعات البهائية في باكستان وقال إنهم يأتون من خلفيات لغوية وإقليمية متنوعة، لكنه وجد أن العديد من المتحولين هم من الأحمدية وبعضهم من خلفية شيعية. ويزعم أيضًا أن معظم البهائيين في باكستان لديهم جذور في إيران، ويرجع ذلك جزئيًا إلى اضطهاد البهائيين في إيران مما دفع العديد منهم إلى مغادرة وطنهم والبحث عن الجنسية في مكان آخر.
وفقًا لمنظمة حقوق الأقليات الدولية، فإن البهائيين هم في العموم من المتحولين وسكان الحضر من الطبقة المتوسطة الذين يحافظون على مستوى منخفض للغاية. لقد نجحوا حتى الآن في الهروب من أي غضب جماعي من قبل المجتمعات الأخرى ذات الأغلبية بسبب عددهم القليل وأنشطتهم المحدودة.

## التاريخ

### فترة البابي
تعود جذور الديانة البهائية في المنطقة إلى الأيام الأولى للديانة البابية في عام 1844. من المعروف وجود أربعة بابيين من الهند في هذه الفترة المبكرة – وليس من المعروف من أي منطقة فرعية جاء معظمهم ولكن على الأقل كان بعضهم معروفًا بالصوفية وكان بعضهم يُطلق عليهم اسم السيد. الأول هو الشيخ سعيد هندي — أحد حروف الأحياء الذي كان من ملتان آنذاك في الهند. كان بصير الهندي عضوًا في طائفة الجلاليين الذين اعتنقوا الإسلام أيضًا في هذه الفترة المبكرة من المنطقة التي أصبحت فيما بعد باكستان. بعد اعتناقه الديانة البابية، انطلق هندي إلى إيران ولكنه علم أن الباب كان محصورًا في تلال أذربيجان، فشق طريقه إلى حصن طبرسي حيث كان واحدًا من أربعة هنود مدرجين ضمن 318 بابيًا قاتلوا في معركة حصن طبرسي. وبعد ذلك ذهب إلى نور والتقى بحضرة بهاءالله ثم انتقل بعد ذلك إلى لورستان حيث عمل في بلاط حاكم لورستان يالدرام ميرزا. وعندما علم الحاكم أنه بابي، قُتل.

### الفترة البهائية المبكرة
خلال حياة بهاء الله، بصفته مؤسس الدين البهائي، شجع بعض أتباعه على الانتقال إلى الهند. بعد زيارته الأولى لمدينة مومباي في الهند، زار جمال أفندي كراتشي في عام 1875 في إحدى رحلاته إلى أجزاء من جنوب آسيا. وشملت رحلاته لاهور وسيالكوت وجامو وكشمير ولاداخ. بعد وفاة بهاء الله، انتقلت قيادة الدين إلى عبد البهاء، الذي بدوره أرسل المزيد من الممثلين إلى المنطقة — وكان من بين الأتباع الذين سافروا إلى المنطقة الفرس والأمريكيين، ومن بينهم سيدني سبراج [الإنجليزية] وميرزا محمود زرغاني.
بناءً على تعليمات من عبد البهاء، بقي زرغاني في لاهور طوال معظم عام 1904 ثم سافر بعد ذلك إلى المناطق المجاورة. هناك معلومات تفيد بأن بهائيًا أمريكيًا كان في لاهور حوالي عام 1905؛ ولا يُعرف سوى القليل باستثناء أنه أصيب بالكوليرا لكنه تعافى تحت رعاية بهائي، السيد كايخسرو، الذي جاء من بومباي (التي كانت تسمى آنذاك) لرعايته لكنه مات بسبب المرض.
ربما كان أول بهائي يستقر في باكستان الحالية هو محمد رضا شيرازي الذي أصبح بهائيًا في بومباي عام 1908 واستقر في كراتشي. في وقت مبكر من عام 1910، تم حث المجتمع الوطني في الهند/بورما على التمييز بشكل واضح عن الإسلام من قبل المؤسسات البهائية في أمريكا. انتقل جمشيد جمشيدي من إيران إلى كراتشي في عام 1917 وقام ميرزا قاليش بيك بترجمة الكلمات المخفية إلى اللغة السندية. بدأت الأنشطة الوطنية المنسقة في جميع أنحاء الهند وبلغت ذروتها مع المؤتمر الهندي الأول الذي عقد في مومباي لمدة ثلاثة أيام في ديسمبر 1920. وكان ممثلون عن الطوائف الدينية الرئيسية في الهند حاضرين، فضلاً عن مندوبين بهائيين من مختلف أنحاء البلاد. في عام 1921 انتخب البهائيون في كراتشي أول جمعية روحية محلية بهائية لهم.

### النمو والتحديات
في عام 1923، وبينما كانت باكستان الحالية جزءًا من الهند البريطانية، تم تشكيل جمعية روحية وطنية إقليمية للهند وبورما – والتي كانت تشمل آنذاك المنطقة التي كانت الآن جزءًا من باكستان. مارثا روت، وهي بهائية أمريكية، زارت كراتشي ولاهور في عام 1930 ومرة أخرى في عام 1938 حيث بقيت لمدة ثلاثة أشهر وأشرفت على نشر كتابها بعنوان الطهارة – النقية. توفيت بعد عام تقريبًا. حصل البهائيون في كراتشي على أرض للمقبرة في عام 1931. وقد زار ميرزا تراز الله سمندري، الذي عُيّن فيما بعد يداً للقضية –وهي مرتبة مرموقة في الدين– المنطقة عدة مرات؛ فقد زار المنطقة أولاً في عام 1930، ثم مرة أخرى في أعوام 1963، و1964، و1966، وفي عام 1993 سافر إلى العديد من المدن. من عام 1931 إلى عام 1933، استقر البروفيسور بريتام سينغ، أول بهائي من أصل سيخي، في لاهور ونشر مجلة أسبوعية باللغة الإنجليزية تسمى البهائية الأسبوعية ومبادرات أخرى. تأسست لجنة النشر البهائية في كراتشي في عام 1935. وقد تطور هذا الجسم وتم تسجيله كمؤسسة النشر البهائية في باكستان. في عام 1937، تُرجم كتاب جون إيسلمونت بهاء الله والعصر الجديد إلى اللغتين الأردية والغوجاراتية في كراتشي. ونشرت اللجنة أيضًا عشرات الكتب والمنشورات البهائية باللغات الأردية والإنجليزية والعربية والفارسية والسندية والبشتوية والبلوشية والغوجري والبلطية والبنجابية والنصب التذكارية بما في ذلك تلك التي تحيي الذكرى المئوية لإعلان الباب وبهاءالله.
تأسست الجمعية الروحية المحلية في كويتا في عام 1943 من قبل البهائيين من مومباي وإيران، في حين تأسست الجمعية الروحية المحلية في حيدر أباد أيضًا في عام 1943 من قبل البهائيين من كراتشي. تم انتخاب الجمعية الروحية لأول مرة في جامو في عام 1946. وكان البهائيون من كراتشي من بين الذين ساعدوا في انتخاب الجمعيات الروحية المحلية في سوكور وراولبندي في عام 1948. تم تشكيل محافل محلية أخرى في سيالكوت في عام 1949، وملتان، وشيتاجونج، ودكا في عام 1950، وفيصل أباد في عام 1952، وسرجودا في عام 1955، وأبوت آباد، وجوجرانوالا، وجهان أباد، وميربورخاس، ونوابشه، وساهيوال بحلول عام 1956، مما أدى إلى رفع عدد المحافل الروحية المحلية إلى 20. يد القضية تحدثت دوروثي بيتشر بيكر في مجموعة متنوعة من الفعاليات في الهند، ومددت إقامتها مرتين للتحدث في المدارس – وكان آخر حديث عام لها في كراتشي في أوائل عام 1954. وفي هذه الأثناء، انتقل مهاجر مسلم من قرب لاهور، فاضل (فرانك) خان، إلى أستراليا حيث طُلب منه تقديم تعاليم الإسلام في مدرسة بهائية، وكان متأثرًا جدًا بالفصل لدرجة أنه وعائلته اعتنقوا الديانة البهائية في عام 1947. وفي مناسبتين لاحقتين، زار فاضل قريته الأصلية وسعى إلى تعليمهم دينه الجديد. في الزيارة الأولى لم يكن هناك أي رد، ولكن خلال الزيارة الثانية اعتنق أحد أقاربي الإسلام في مدينة سيالكوت. ومن ناحية أخرى، صدرت فتوى في سيالكوت ضد البهائيين.
بدأت الخطط لإنشاء جمعية وطنية مستقلة لباكستان في وقت مبكر من ربيع عام 1954. في عام 1956، عقد مؤتمر إقليمي في كراتشي وضم 17 مندوبًا. مع تقدم الاستقلال عن الهند، انتخب البهائيون في شرق وغرب باكستان جمعية روحية وطنية بهائية منفصلة عن الهند في عام 1957، وشهد على ذلك يد الأمر شعلالله علائي. شمل البهائيون المنتخبون في هذا المجلس الوطني الأول اسفنديار بختياري، شودري عبد الرحمن، فريدون يازاميدي، إيه سي جوشي، إم إتش إيمي، عبد العباس رضوي، إم إيه لطيف، نوازيش علي شاه، ومحبوب ياهي قريشي. وكان جوشي على وجه الخصوص رئيسًا للجمعية الوطنية آنذاك، وقد انتُخب لعضوية الجمعيات منذ عام 1947، وفي النهاية لعضوية مؤسسات أخرى. وقد حرصت الجمعية الوطنية الجديدة على نشر تاريخ الدين البهائي في باكستان في عام 1957.
في عام 1961، أقامت الجمعية الوطنية حفل استقبال لتكريم تكريس بيت العبادة البهائي في أستراليا من خلال دعوة الدبلوماسيين الأستراليين وغيرهم بالإضافة إلى قضاة المحاكم الباكستانية وقادة الأعمال وأساتذة الجامعات بينما استضافت الجمعية المحلية في سوكور مدرسة صيفية إقليمية. في عام 1962 تم استضافة واحدة من قبل الجمعية المحلية في كويتا. في عام 1963 تم انتخاب بيت العدل الأعظم، الهيئة الحاكمة الدولية للبهائيين، وشارك جميع الأعضاء التسعة في الجمعية الروحية الوطنية الباكستانية في التصويت. في عام 1964، زار يد القضية ترازولالله السمندري البهائيين والزعماء الاجتماعيين في دكا، شرق باكستان في ذلك الوقت. من عام 1946 وحتى ثمانينيات القرن العشرين، نشرت مؤسسة النشر البهائية مجموعة متنوعة من الأعمال الموجهة للشباب.

### تأثير ماسون ريمي
في عام 1960 أعلن ماسون ريمي نفسه خليفة لشوقي أفندي، وبالتالي تم طرده من قبل أيدي القضية في حيفا وطرده من الديانة البهائية. لقد أُعلن أنه ناقض العهد. وقد قبلت مجموعة صغيرة من البهائيين في باكستان ادعاءاته ونشرت بعض المواد من عام 1965 إلى عام 1972. كانت راولبندي، باكستان، واحدة من الجمعيات المحلية الثلاث التي عينها ريمي، وكانت باكستان واحدة من دولتين شكلتا جمعية وطنية موالية لريمي، والتي كانت نشطة لبضع سنوات فقط. وكان له أيضًا أتباع في فيصل آباد وسيالكوت. أعلنت رسالة إخبارية أصدرها البهائيون الموالون لريمي في عام 1964 أن جميع البهائيين تقريبًا في باكستان قبلوا ريمي خليفة لشوقي أفندي. وتذكر الموسوعة الإيرانية أيضًا أن ماسون ريمي كان «ناجحًا في باكستان».

## الحياة المجتمعية الحديثة
وقد حضر مسؤولون حكوميون في بعض الأحيان فعاليات في المراكز البهائية. ومع ذلك، تمنع الحكومة البهائيين من السفر إلى إسرائيل لأداء فريضة الحج البهائي. كما صوتت حكومة باكستان ضد قرار الأمم المتحدة بشأن حالة حقوق الإنسان في الجمهورية الإسلامية الإيرانية في 19 ديسمبر/كانون الأول 2001، والذي صدر رداً على اضطهاد البهائيين في إيران. في عام 2003، سلطت سلسلة من التعاونات الشبابية الضوء على التطورات الداخلية في المجتمع باستخدام عملية معهد روحي. في الواقع، أكمل ما يقرب من 1000 فرد كتاب روحي الأول بحلول عام 2004، واستمرت الفصول الدراسية حتى عام 2007. في عام 2004 بدأ البهائيون في لاهور البحث عن مقبرة بهائية جديدة.

### التاريخ منذ 1967

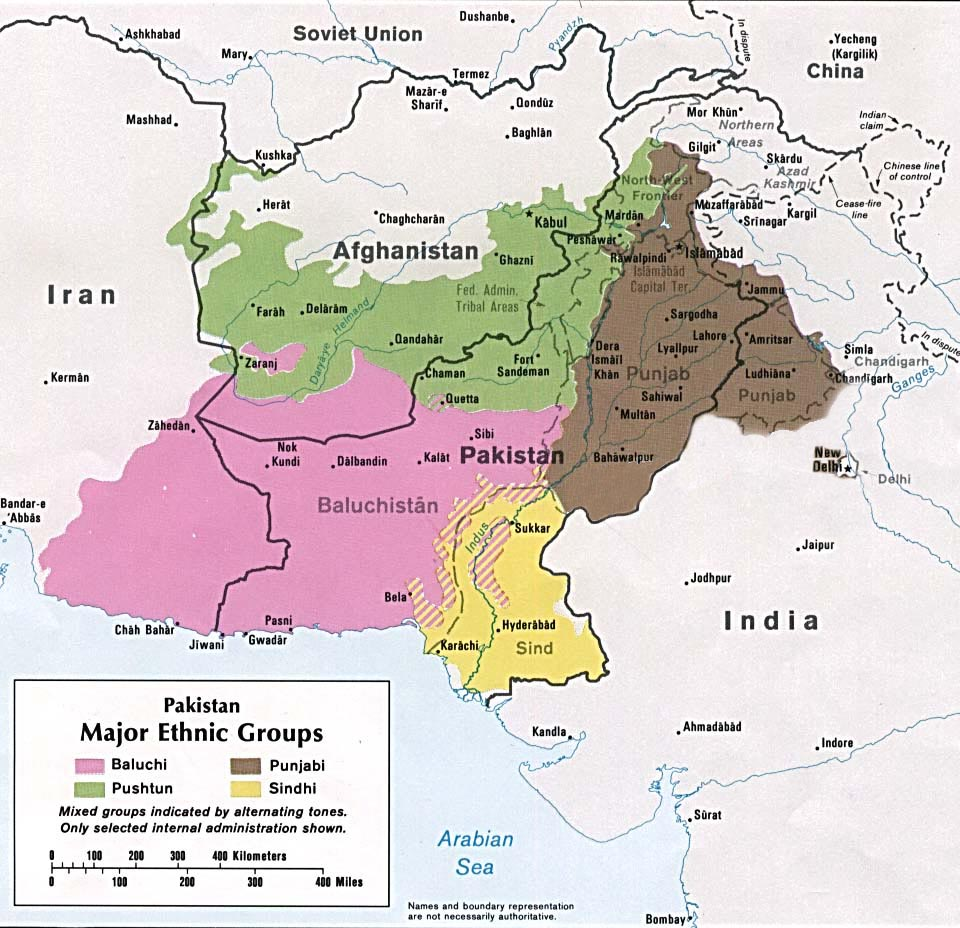
المجموعات العرقية الرئيسية في باكستان والمناطق المحيطة بها، في عام 1980.

وفي باكستان، كان عام 1967 عاماً للأنشطة المتضاعفة. رعى شباب البهائيين في كراتشي ندوة شبابية حول السلام العالمي، وانتخب المجتمع ككل امرأة في الجمعية الوطنية، ولأول مرة انتخب جمعية محلية في رحيم يار خان، وأقام حفل استقبال لبهائي من جامعة سوكويني للزراعة [الإنجليزية] في موروغورو مع الضيوف بما في ذلك المهندسين التنفيذيين والمحامين ورجال الأعمال والصناعيين والأطباء وممثلي الصحافة والمصرفيين وطلاب الجامعات. في عام 1972 أقام مجلس مدينة كراتشي احتفالاً بيوم الأمم المتحدة حضره أكثر من مائة شخص. تناولت المحاضرات المقدمة موضوع القضاء على التمييز العنصري. وفي عام 1972 أيضًا، دعت حكومة باكستان الجمعية الروحية الوطنية للبهائيين لإرسال مندوب للمشاركة في مؤتمر للأقليات الدينية. بحلول عام 1974 كان هناك بهائيون أعضاء في قبيلة بهيل في ثاتا. في عام 1975، عقد البهائيون اجتماعات بمناسبة العام الدولي للمرأة وندوة حول «التعليم في باكستان». وفي عام 1976، تمت دعوة البهائيين للمشاركة في احتفال لمدة أسبوع بالأقليات. وفي وقت لاحق، اجتمع البهائيون وغير البهائيين لإحياء ذكرى رسالة الطاهرة الحية، وتم الاعتراف بأحد البهائيين كجزء من الوفد الباكستاني إلى مؤتمر آسيوي حول الدين والسلام من قبل المندوب المسلم الرئيسي في وقت متأخر من المؤتمر. في عام 1977 وصلت عضوية البهائيين إلى ولاية كالات وثارباركار. جمعت مدرسة الشتاء عام 1977 مائتين وخمسين بهائيًا بينما جمعت مدرسة عام 1978 مائتين وخمسين شخصًا.
في عام 1978 أدت الظروف في أفغانستان، بما في ذلك الغزو السوفييتي، إلى اعتقال العديد من البهائيين الأفغان في ذلك البلد وفرار العديد منهم إلى باكستان. كما فر البهائيون الإيرانيون إلى باكستان من إيران في عام 1979 بسبب الثورة الإيرانية. في عام 1979 تأسست مدرسة نيو داي مونتيسوري بعشرة طلاب ولكنها نمت مع مرور الوقت إلى ثلاثمائة وكان معظم الطلاب غير بهائيين. في هذا الوقت أفاد البهائيون أنه كان هناك 83 جمعية من بين مئات الأماكن التي عاش فيها البهائيون والتي تضمنت ثلاثة مراكز إقليمية وكان هناك 47 مندوبًا في المؤتمر الوطني. في شتاء عامي 1979 و1980 ألقت زاهدة هينا كلمة عن حياة وأعمال الطاهرة في مؤتمر نسائي. في ربيع عام 1980، بمناسبة العام الدولي للطفل، نظمت الجمعية المحلية في حيدر أباد حدثًا عرض فيه فنون الأطفال ومقالاتهم وغنائهم ومسابقات المسابقات، وكان موضوع القضاء على التحيز العنصري موضوعًا في التجمعات البهائية في العديد من المدن. في الصيف، عُقد معهد وندوة للأطفال والشباب تناولت مجموعة متنوعة من المواضيع بما في ذلك «دور الشباب البهائي خلال الاضطرابات السياسية». وفي الخريف والشتاء، عُقدت تجمعات أخرى، هذه المرة لإحياء ذكرى يوم الأمم المتحدة (الذي سلط الضوء على لجنة منع التمييز وحماية الأقليات) ومحاضرة ألقاها أستاذ في كلية العلوم العليا (انظر الكليات الحكومية التابعة لجامعة كراتشي ) والتي شجعت على مناقشة القضاء على التحيزات.
قبل ربيع عام 1981، نظم شباب كراتشي مؤتمراً يلخص العديد من نفس المواضيع مثل الألعاب والمسابقات ومسابقة الملصقات وجولة الصلاة. وفي شهري أبريل ومايو، كانت هناك محاولة واسعة النطاق لإشراك العديد من مجموعات المصالح من المدارس الابتدائية والثانوية والجامعات والكليات والناشرين المحترفين وعامة الناس من خلال البث الإذاعي. وفي ذلك الربيع أيضًا، كتب رئيس باكستان، محمد ضياء الحق، أمرًا تنفيذيًا يصنف فيه الدين البهائي باعتباره دينًا غير إسلامي. وفي شهر ديسمبر/كانون الأول من ذلك العام، أقام البهائيون احتفالًا بيوم الأمم المتحدة مرة أخرى في العديد من المدن التي حظيت بتغطية صحفية من الصحف والمجلات الإذاعية. اجتمع ممثلو الطوائف الإسلامية والمسيحية والهندوسية والزرادشتية والبهائية في ندوة في خريف عام 1982 تحت عنوان «الاضطرابات الاجتماعية المتزايدة في العالم اليوم وحلها»، بينما تم تقديم عروض للقضاة والمحامين حول اضطهاد البهائيين في إيران. وفي الخريف أيضًا، عقد مؤتمر نسائي جمع ستين امرأة غير بهائية كن زوجات قضاة وأساتذة جامعات ومديرات مدارس ومعلمات لسماع المحاضرات. وفي يناير 1983، قدمت مجموعة من الأديان عرضًا تناول «الحاجة إلى الدين» في اليوم العالمي للدين الذي أقيم في كراتشي. في شهري فبراير وأبريل، اجتمع البهائيون في دورات مدرسية إقليمية في كراتشي وكويتا وراولبندي وسيبي. وفي شهر أغسطس، تم تشكيل الجمعيات لأول مرة في سيالكوت، بالقرب من لاهور، ومولتان، مسقط رأس رسالة الحي، سعيد الهندي. في سبتمبر، أقيم ندوة حول الطهارة تضمنت عروضًا تقديمية من قبل سحر أنصاري [الإنجليزية]، أستاذة اللغة الأردية في جامعة كراتشي، وزاهدة هينا، بحضور الشاعر الباكستاني الشهير جون إيليا. وفي سبتمبر أيضًا، قررت مجموعة من النساء البهائيات تقديم هدايا للطلاب في مدرسة حكومية مخصصة للأطفال ذوي الإعاقات الجسدية والعقلية، وهو ما أدى إلى ظهور أول مجموعة من المتطوعين الذين ساعدوا في المدرسة على الإطلاق. من ديسمبر 1984 إلى يوليو 1985، تم إنشاء أكثر من عشر مدارس مهنية أو تعليمية في العديد من المدن ويديرها البهائيون أو الجمعيات البهائية. وفي أوائل الثمانينيات أيضًا، بدأ البهائيون في باكستان مشاريع التنمية الاجتماعية والاقتصادية مثل المعسكرات الطبية الصغيرة النطاق.
في منتصف ثمانينيات القرن العشرين، بدأ اللاجئون البهائيون الإيرانيون الذين قدموا إلى باكستان في الوصول إلى بلدان أخرى. وقد استقطب المكتب الذي يتولى رعاية اللاجئين زواراً من حكومات ومؤسسات، بما في ذلك أعضاء المفوضية العليا للأمم المتحدة لشؤون اللاجئين في إسلام آباد ولاهور؛ ومسؤول من وزارة العدل في نيلهيرلاند؛ ووفد من فنلندا ضم السفير من وزارة الخارجية، وسفير سفارة فنلندا في طهران، وثلاثة مسؤولين كبار من الحكومة الفنلندية؛ ومسؤول الهجرة الأسترالي من كانبيرا. في عام 1985 نشر بيت العدل الأعظم وثيقة «وعد السلام العالمي»، وفي عام 1986 استغل مجلس حيدر أباد مناسبة السنة الدولية للسلام لرعاية ندوة حول السلام العالمي وتقديم الوثيقة للحضور. في عام 1989 انتقل البهائيون من كراتشي إلى مظفر آباد وانتخبوا أول جمعية محلية فيها بينما رعى البهائيون من كويتا سلسلة من المسابقات الطلابية استمرت أسبوعًا كاملًا في 11 مدرسة في بلوشستان، حيث أقيمت أنشطة مختلفة كل يوم؛ وكان من بين الفعاليات التي أقيمت : القضاء على التحيز، والأغاني الوطنية، ومسابقة المسابقات، ومسابقة الدراما. في عام 1990، تحول العديد من الأفراد من خلفية أحمدية إلى الديانة البهائية وشكلوا جمعية. في عام 1998، عندما اعتقلت سلطات طالبان في أفغانستان العديد من البهائيين، فر العديد منهم إلى باكستان، لكن العديد منهم تمكنوا من العودة بحلول عام 2002.

## الملاحظات
1. 1 2 3 4  Fareed 2015، صفحة xvii.
2. 1 2 3  Das 2013.
3. 1 2  ARDA 2010.
4. ↑  Zarandi 1932، صفحات 558-590.
5. ↑  Fareed 2015، صفحة 119-122.
6. 1 2 3  Momen & Smith 1993.
7. 1 2 3 4 5 6 7 8 9 10 11 12 13 14 15 16  NSA of the Baháʼís of Pakistan 2008.
8. 1 2  Fareed 2015، صفحات 152-153.
9. 1 2 3 4  Hassall 2000.
10. ↑  Statistical 1963.
11. 1 2  NSA of the Baháʼís of Pakistan 2020.
12. ↑  Fareed 2015.
13. ↑  Wardany 2009.
14. 1 2 3  Wagner 2001.
15. 1 2 3  Fareed 2015، صفحات 169-177.
16. 1 2  Malik, Iftikhar H. Religious minorities in Pakistan. Vol. 6. London: Minority rights group international, 2002.
17. 1 2  National Bahai Institute 2007.
18. 1 2  World Christian Encyclopedia 1982، صفحة 542.
19. ↑  World Christian Encyclopedia 2001، صفحة 570.
20. ↑  Ghauri 2012.
21. ↑  Khan 2018.
22. ↑  The News International 2014.
23. ↑  Fareed 2015، صفحات 188-191.
24. 1 2  Fareed 2015، صفحة 192.
25. ↑  NSA of the Baháʼís of India 2003.
26. ↑  Manuchehri، Sepehr (أبريل 2001). Walbridge، John (المحرر). "Historical Accounts of two Indian Babis: Sa'in Hindi and Sayyid Basir Hindi". Research Notes in Shaykhi, Babi and Baha'i Studies. ج. 05 ع. 2. مؤرشف من الأصل في 2024-07-17. اطلع عليه بتاريخ 2009-04-04.
27. ↑  Manuchehri، Sepehr (سبتمبر 1999). Walbridge، John (المحرر). "The Practice of Taqiyyah (Dissimulation) in the Babi and Bahai Religions". Research Notes in Shaykhi, Babi and Baha'i Studies. ج. 03 ع. 3. مؤرشف من الأصل في 2015-09-15. اطلع عليه بتاريخ 2009-04-04.
28. ↑  Momen، Moojan (2000). "Jamál Effendi and the early spread of the Baháʼí Faith in Asia". Baháʼí Studies Review. Association for Baha'i Studies (English-Speaking Europe). ج. 09 ع. 1999/2000. مؤرشف من الأصل في 2025-01-20. اطلع عليه بتاريخ 2009-04-04.
29. 1 2  Garlington، William (1997). R.I. Cole، Juan؛ Maneck.، Susan (المحررون). "The Baha'i Faith in India: A Developmental Stage Approach". Occasional Papers in Shaykhi, Babi and Baha'i Studies. Humanities & Social Sciences Online. June, 1997 ع. 2. مؤرشف من الأصل في 2023-06-07. اطلع عليه بتاريخ 2009-04-04.
30. 1 2  "Miss Martha Root in India". Baháʼí News ع. 45: 7–8. أكتوبر 1930.
31. ↑  "Letter from the House of Spirituality of Bahais, Chicago, Ill., U. S. A. to the Assembly of Rangoon Burma". Star of the West. ج. 01 رقم  11. 10 فبراير 1910. مؤرشف من الأصل في 2023-09-06.
32. ↑  "Cablegram from Shoghi Effendi". Baháʼí News ع. 131: 2. نوفمبر 1939.
33. ↑  "Letter from the Spiritual Assembly of the Baháʼís of Karachi". Baháʼí News ع. 51: 16. أبريل 1931.
34. ↑  Baháʼí International Community. ""Baháʼu'lláh and the New Era" editions and printings held in Baháʼí World Centre Library Decade by decade 1920 -2000+". General Collections. International Baháʼí Library. اطلع عليه بتاريخ 2009-04-04.
35. ↑  MacEoin، Denis؛ William Collins. "Memorials (Listings)". The Babi and Baha'i Religions: An Annotated Bibliography. Greenwood Press's ongoing series of Bibliographies and Indexes in Religious Studies. Entry #45, 56, 95, 96. اطلع عليه بتاريخ 2009-04-06.
36. ↑  "Memorial Meeting for Dorothy Beecher Baker; Intercontinental Mission". Baháʼí News ع. 277: 4. مارس 1954.
37. ↑  Hassall، Graham. "Yerrinbool Baha'i School 1938 – 1988, An Account of the First Fifty Years". Published Articles. Baháʼí Library Online. اطلع عليه بتاريخ 2008-07-20.
38. ↑  Hassall، Graham (1999). "Fazel Mohammad Khan". The Baháʼí World. Baháʼí World Centre. ج. XX: 839–843. مؤرشف من الأصل في 2025-01-14.
39. ↑  "India, Pakistan and Burma". Baháʼí News ع. 227: 11–12. يناير 1950.
40. ↑  "Sixteen New National Assemblies by Ridvan, 1957". Baháʼí News ع. 291: 4–5. مايو 1955.
41. ↑  "Pakistan Regional Convention". Baháʼí News ع. 291: 12. مايو 1956.
42. 1 2  Universal House of Justice (1986). In Memoriam. Baháʼí World Centre. ج. XVIII. ص. 795–797. ISBN:0-85398-234-1. مؤرشف من الأصل في 2021-07-27. {{استشهاد بكتاب}}: |صحيفة= تُجوهل (مساعدة)
43. ↑  "National Assembly formed in Karachi". Baháʼí News ع. 318: 9–10. أغسطس 1957.
44. ↑  "International News; Paksitsan; NSA publishes Souvenir Booklet". Baháʼí News ع. 291: 7. نوفمبر 1957.
45. ↑  "Two Asian National Communities Celebrate Dedication of Sydney Temple". Baháʼí News ع. 369: 15. ديسمبر 1961.
46. ↑  "Pakistan Believers Hold Their Fifth Summer School in Sukkur". Baháʼí News ع. 370: 5. يناير 1962.
47. ↑  "Summer School h.e~d in Quetta". Baháʼí News ع. 392: 11. نوفمبر 1963.
48. ↑  Rabbani, R. (Ed.) (1992). The Ministry of the Custodians 1957–1963. Baháʼí World Centre. ص. 411, 431. ISBN:0-85398-350-X. مؤرشف من الأصل في 2025-04-06.
49. ↑  "Summer School held in Quetta". Baháʼí News ع. 403: 5. أكتوبر 1964.
50. 1 2  MacEoin، Denis؛ William Collins. "The Babi and Baha'i Religions: An Annotated Bibliography Children/education (Listings)". The Babi and Baha'i Religions: An Annotated Bibliography. Greenwood Press's ongoing series of Bibliographies and Indexes in Religious Studies. Entry #228, 229, 304, 370. اطلع عليه بتاريخ 2009-04-06.
51. ↑  Johnson 2020، صفحة 30.
52. ↑  Fareed 2015، صفحة 129.
53. ↑  MacEoin، Denis؛ William Collins. "Schismatic Groups". The Babi and Baha'i Religions: An Annotated Bibliography. Greenwood Press's ongoing series of Bibliographies and Indexes in Religious Studies. Entry #24, 27, 30, 61, 90, 101, 108. اطلع عليه بتاريخ 2009-04-06.
54. 1 2  Johnson 2020، صفحة 40.
55. ↑  Fareed 2015، صفحة 130.
56. ↑  "BAHAISM iii. Bahai and Babi Schisms – Encyclopaedia Iranica". iranicaonline.org. اطلع عليه بتاريخ 2020-12-09.
57. ↑  Buck 2003.
58. ↑  Baháʼí International Community 2008.
59. ↑  National Bahai Institute 2004.
60. ↑  National Bahai Institute 2009.
61. ↑  Akram 2004.
62. ↑  "Youth Symposium in Pakistan". Baháʼí News ع. 435: 11. يونيو 1967.
63. ↑  "Eleventh annual Baha'i convention". Baháʼí News ع. 435: 11. يوليو 1967.
64. ↑  "First Local Spiritual Assembly of...". Baháʼí News ع. 443: 13. فبراير 1968.
65. ↑  "Pakistan". Baháʼí News ع. 444: 6. مارس 1968.
66. ↑  "Baháʼí United Nations Reports; Karachi, Pakistan". Baháʼí News ع. 491: 10. مارس 1968.
67. ↑  "Faith recognized in Pakistan". Baháʼí News ع. 502: 10. يناير 1973.
68. ↑  "Tribe practices Faith". Baháʼí News ع. 516: 4. مارس 1974.
69. ↑  "Around the World; Pakistan; Women's Year event held in Karachi". Baháʼí News ع. 536: 11. نوفمبر 1975.
70. ↑  "Around the World; Pakistan; Education is theme of public meeting". Baháʼí News ع. 537: 18. ديسمبر 1975.
71. ↑  "Around the World; Pakistan; Baha'is active in Minority Week". Baháʼí News ع. 550: 5. يناير 1977.
72. ↑  "Around the World; Pakistan; 3-day proclamation honors Táhirih". Baháʼí News ع. 545: 12. يوليو 1976.
73. ↑  "Around the World; Pakistan; Baha'fs attend Asian Conference on Religion and Peace". Baháʼí News ع. 549: 5. ديسمبر 1976.
74. ↑  "Around the World; Pakistan; Baluchistan site of teaching trip". Baháʼí News ع. 554: 5. مايو 1977.
75. 1 2  "Around the World; Pakistan; Winter School held". Baháʼí News ع. 566: 8. مايو 1978.
76. ↑  "Around the World; Pakistan". Baháʼí News ع. 580: 10. يوليو 1979. ISSN:0043-8804.
77. 1 2  "Baháʼí Faith in Afghanistan". Unofficial Website of the Baháʼís of Afghanistan. Afghan Baháʼís. مؤرشف من الأصل في 2007-07-16. اطلع عليه بتاريخ 2009-04-12.
78. ↑  Chun، Lisa (16 يوليو 2008). "Message of Persecution – Fairfax doctor recalls Iranian persecution of father, members of Baháʼí faith". Arlington Connection. مؤرشف من الأصل في 2011-09-28.
79. ↑  "Building a Just World Order". BIC Statements. Baháʼí International Community. 29 مارس 1985. مؤرشف من الأصل في 2009-09-04. اطلع عليه بتاريخ 2009-04-12.
80. ↑  "Around the World; Pakistan". Baháʼí News ع. 582: 13. سبتمبر 1979. ISSN:0043-8804.
81. ↑  "Victory Messages; Asia". Baháʼí News ع. 581: 8. أغسطس 1979. ISSN:0043-8804.
82. ↑  "Around the World; Pakistan". Baháʼí News ع. 581: 14. مارس 1980. ISSN:0043-8804.
83. ↑  "IYC report; Celebration of the lYC". Baháʼí News ع. 592: 8. يوليو 1980. ISSN:0043-8804.
84. ↑  "Around the World; Pakistan". Baháʼí News ع. 593: 10. أغسطس 1980. ISSN:0043-8804.
85. ↑  "Around the World; Pakistan". Baháʼí News ع. 596: 12. نوفمبر 1980. ISSN:0195-9212.
86. ↑  "Around the World; Pakistan". Baháʼí News ع. 602: 10. مايو 1981. ISSN:0195-9212.
87. ↑  "Around the World; Pakistan". Baháʼí News ع. 603: 17. يونيو 1981. ISSN:0195-9212.
88. ↑  "The World; Faith is proclaimed widely in Pakistan". Baháʼí News ع. 603: 12. سبتمبر 1981. ISSN:0195-9212.
89. ↑  "The World; Pakistan". Baháʼí News ع. 607: 17. أكتوبر 1981. ISSN:0195-9212.
90. ↑  "The World; Pakistan". Baháʼí News ع. 612: 15. مارس 1981. ISSN:0195-9212.
91. ↑  "The World; Pakistan Baha'is host large symposium". Baháʼí News ع. 624: 15. مارس 1983. ISSN:0195-9212.
92. ↑  "The World; Pakistan Baha'is host large symposium". Baháʼí News ع. 623: 16. فبراير 1983. ISSN:0195-9212.
93. ↑  "The World; Pakistan". Baháʼí News ع. 626: 17. مايو 1983. ISSN:0195-9212.
94. ↑  "The World; Pakistan". Baháʼí News ع. 629: 15. أغسطس 1983. ISSN:0195-9212.
95. ↑  "The World; Pakistan". Baháʼí News ع. 634: 16. يناير 1984. ISSN:0195-9212.
96. ↑  "The World; Pakistan". Baháʼí News ع. 634: 17. مايو 1984. ISSN:0195-9212.
97. ↑  "The World; Pakistan". Baháʼí News ع. 649: 15. أبريل 1985. ISSN:0195-9212.
98. ↑  "Social/economic development; Part II of our world-wide survey; Pakistan". Baháʼí News ع. 661: 10. أبريل 1986. ISSN:0195-9212.
99. ↑  Arturo، Lawrence. "Implementing Agenda 21 – Sustainable Development and World Citizenship". Implementing Agenda 21. United Nations Non-Governmental Liaison Service. اطلع عليه بتاريخ 2009-04-12.
100. ↑  "The World; Republic of Ireland". Baháʼí News ع. 666: 15. سبتمبر 1986. ISSN:0195-9212.
101. ↑  "The World; Belgium". Baháʼí News ع. 669: 17. ديسمبر 1986. ISSN:0195-9212.
102. ↑  "The World; Pakistan". Baháʼí News ع. 697: 14. مايو 1989. ISSN:0195-9212.
103. ↑  "The World; Pakistan". Baháʼí News ع. 676: 16. يوليو 1987. ISSN:0195-9212.
104. ↑  "The World; Pakistan". Baháʼí News ع. 705: 16. يناير 1990. ISSN:0195-9212.
105. ↑  Cameron & Momen 1996، صفحة 467.

## للقراءة الإضافية
- التسلسل الزمني والوثائق ذات الصلة في المكتبة البهائية على الإنترنت

## وصلات خارجية
- الديانة البهائية في باكستان